# Cubanito
Cubanito, anciennement Cubanito 20.02, est un groupe cubain de reggaeton ou cubaton, originaire de La Havane. Il est formé en 2003, et composé de Javier Duran Webb (El Doctor) (chant) et José Angel Sastre Pérez (El White) (également au chant).

## Histoire
Cubanito 20.02 est formé en 2003, et composé à l'origine de Javier Duran Webb (El Doctor) (chant), José Angel Sastre Pérez (El White) (également au chant), et le DJ Haniel Martínez González (Fliper). Ils sont les chefs de file du mouvement reggaeton à Cuba et les auteurs de quelques mélodies entêtantes (par ex. les morceaux Matame, Pideme, …). Leur premier album Soy Cubanito, sorti en 2003, remporte le prix Cubadisco (l'équivalent des Victoires de la musique à Cuba) dans la catégorie meilleur album rap. Par la suite, plusieurs de leurs titres se classent dans le top 100 des ventes iTunes de certains pays comme les Pays-Bas ou la France (Matame, Pideme, Lie (Miente) (feat. La MC), Miente a Lo Cubano, Soy Cubanito, Soy yo). Leur titre Soy yo est d'ailleurs choisi comme bande-son de la campagne publicitaire mondiale pour le rhum Havana Club en 2006 et 2007.
Haniel Martínez González quitte le groupe en 2008 pour s'installer en Italie tandis qu'El Doctor et El White retournent à Cuba.
Leur album My World sort en novembre 2012 (produit par Mark G, il figure quelques titres de kizomba), et marque leur retour après Soy Cubanito , leur 1er album en 2003 (avec les tubes Matame et Pideme), puis Tocame en 2005 qui contenait Lie » et Soy yo, la musique de la campagne pour le Rhum Havana Club.
Au cours de leur existence, ils ont participé à de nombreux festivals dont, entre autres, le festival de Baía das Gatas en 2003, l'Antilliaanse Feesten en 2004, le festival Latina en 2004 à DisneyLand Paris (Radio Latina y a rassemblé pendant 3 jours les grandes figures mondiales de la musique latine), le festival Latino Americando en 2007, …